# Кисляков, Михаил Степанович
Михаил Степанович (Стефанович) Кисляков (1908—2003) — красноармеец Рабоче-крестьянской Армии, участник Великой Отечественной войны, Герой Советского Союза (1943).

## Биография
Михаил Кисляков родился 7 ноября 1908 года в селе Архангельское (ныне — Хохольский район Воронежской области). Окончил начальную школу, после чего работал батраком, позднее вступил в колхоз. В июне 1941 года Кисляков был призван на службу в Рабоче-крестьянскую Красную Армию и направлен на фронт Великой Отечественной войны. Участвовал в Смоленском сражении, боях под Воронежем, Сталинградской битве. Два раза был ранен. К сентябрю 1943 года красноармеец Михаил Кисляков был разведчиком 957-го стрелкового полка 309-й стрелковой дивизии 40-й армии Воронежского фронта. Отличился во время битвы за Днепр.
В ночь с 23 на 24 сентября 1943 года Кисляков вместе с группой из четырёх бойцов первым переправился через Днепр в районе села Балыко-Щучинка Кагарлыкского района Киевской области Украинской ССР и пробрался в немецкий тыл. Кисляков лично уничтожил гранатами немецкий пулемёт. Зайдя в Балыко-Щучинку, группа Кислякова захватили контрольного пленного, давшего важные сведения. На обратном пути группа попала в немецкую засаду. В том бою Кисляков лично уничтожил пять немецких солдат.
Указом Президиума Верховного Совета СССР от 23 октября 1943 года за «успешное форсирование реки Днепр, прочное закрепление плацдарма на западном берегу реки Днепр и проявленные при этом отвагу и геройство» красноармеец Михаил Кисляков был удостоен высокого звания Героя Советского Союза. Лишь в 1948 году ему были вручены орден Ленина и медаль «Золотая Звезда» за номером 6625.
После окончания войны Кисляков был демобилизован. Вернулся на родину. Проживал на хуторе Яблочный Острогожского района. Умер 25 декабря 2003 года, похоронен в селе Болдыревка того же района.
Был также награждён орденом Отечественной войны 1-й степени и рядом медалей. Почётный гражданин Острогожского района.